# Johnstone Chebii Kemboi
Johnstone Chebii Kemboi, född 12 december 1968, är en kenyansk långdistanslöpare. Han vann Lidingöloppet 2006 på tiden 1 timme, 39 minuter och 18 sekunder. Året innan slutade han på andra plats i loppet.